# 恋は世界征服のあとで
『恋は世界征服のあとで』（こいはせかいせいふくのあとで）は、野田宏原作、若松卓宏作画による日本の漫画作品。略称は「恋せか」。『月刊少年マガジン』（講談社）にて、2019年11月号より2022年12月号まで連載。

## ストーリー
世界平和を目指す5人組のヒーロー戦隊「ジェラート5」のリーダー・レッドジェラートこと相川不動と、世界征服を目論む秘密結社「ゲッコー」の戦闘員リーダー・死神王女こと禍原デス美には組織の壁を越えた深い「因縁」があった。実は二人は、組織や立場の垣根を超えて交際しているのであった。

## 登場人物
声の項はテレビアニメ版の声優。

### 主人公とヒロイン
相川 不動（あいかわ ふどう） / レッドジェラート（1）
声 - 小林裕介
本作の主人公で、氷結戦隊ジェラート5のリーダー「レッドジェラート」である高校生。趣味は筋力トレーニング。平和のために恋愛と縁の無い戦いの日々を送っていたが、初めてデス美と邂逅したときから一目ぼれし、告白の後に交際を開始する。戦闘中でもデス美とは両手を掴んで戦っているように見えて手をつないでいたり、隙あらば一緒に写真を撮ろうとしたりする。ヒーローをしながら教師になりたいと思っている。学年10位以内に入るほどの成績優秀者であるが、筋肉に例えて問題を考えるため勉強の指導は下手。デス美の家族には「ムドウ」と偽名を名乗っている。
禍原 デス美（まがはら デスみ） / 死神王女（しにがみおうじょ）
声 - 長谷川育美
本作のヒロインで、秘密結社ゲッコーのゲッコー王女シリーズ。上司は熊怪人。表向きは可愛いものを大好物とする博多出身の高校3年生で、女の子らしくおしゃれにも気をつかう普通の女子。ジェラート5と壮絶な戦いを繰り広げること以外の選択肢はなかったはずだが、不動と互いの立場を超えた秘密の交際にときめく。以降、素顔のデス美としてジェラート5と面識をもつ（不動とハル以外にはバレていない）。ゲッコー入社のきっかけは父親が元ゲッコー戦闘員であり、運動能力も優れていたことで高成績で合格。世界征服や昇格に関してはもとから貪欲ではないが、任務は優秀にこなしている。一度はゴリラ怪人への改造辞令（昇進）があり、家族のためにすべきか迷っていたが、不動と相談したことで迷いが晴れ断っている。学生時代は『親不孝通りの死神』として地元不良たちに絡まれては一掃していた。小学生の時は通っていた道場の師範（声 - 今川柊稀）を破ってしまい、道場を畳ませたことがある。それ以後は同じ門下生だった大吾に鍛えられ、今なお「大吾兄ちゃん」「デス坊」と呼び合う関係となった。大吾や家族と話す時や、我を忘れたりすると博多弁が出る。テストはいくつも満点を取るエリートだが、不動同様に勉強を指導するのは下手である。

### 氷結戦隊ジェラート5とその関係者
王子野 隼人（おうじの はやと） / ブルージェラート（2）
声 - 興津和幸
イケメン男子で人当たりが良いが、可愛い女の子には目がなく誰にでも声をかけるナンパ師。海鮮仕様（水着）の忌々（魔獣王女）をナンパしたことがある。
神宮寺 美咲（じんぐうじ みさき） / イエロージェラート（3）
声 - 稗田寧々
ムードメーカーで、お酒と噂話が好き。不動からは姉さんと呼ばれている。デス美と不動との関係を面白がっている。
有栖川 ハル（ありすがわ ハル） / ピンクジェラート（4）
声 - 日高里菜
性格は明るく元気な女子。不動に好意を抱いたことがきっかけでジェラート5への入隊を決意した。入隊前、暴漢に襲われそうになったところをデス美に助けられたことがある。死神王女であるデス美と不動の関係に気付き、デス美に決闘を申し込むが敗退。不動がデス美といる時に自分では出せない笑顔を見せたことで、身を引くと共に二人の恋を応援することにした。頭の中で筋肉を描けるほど、日頃からBL本を愛読している。
轟 大吾（とどろき だいご） / グリーンジェラート（5）
声 - 間島淳司
空手の達人であり、新人ヒーローのスカウト担当。性格は寡黙。趣味は料理。実は同郷であるデス美とは幼い頃に空手道場を通じて知り合っていたが、そのケタ外れの実力から怪物として恐れており、高校の時、両親の離婚で上京する際に中学生のデス美に勝負を挑むも、あっさり負けてしまい逃げるようにあとにした（デス美からは師匠だから手を抜いたと思われており、未だに空手の師として尊敬されている）。その後、デス美恐怖症から名前を聞いただけで痙攣等の禁断症状が出るようになる。デス美をスカウトすべく不動同席の下場を設けられ、話をしているうちに今の弱くなった(と勝手に判断した)彼女に勝ちトラウマを克服しようと決闘を挑むも、結局は破れる。
ビッグジェラート博士（ビッグジェラートはかせ）
声 - 茶風林
ジェラート5の総司令、科学者。無類のお菓子好き。デス美と不動を付き合わせるきっかけを与えた人物。来る日も来る日も身体を鍛えてばかりの不動が恋に悩んでいることを知り、告白するように命じる。しかしその結果、秘密結社の女幹部とヒーロー戦隊のリーダーが交際するというとんでもない事態を招いてしまう。

### 秘密結社ゲッコー
人々から負のエネルギーを回収し世界征服を狙う悪の秘密結社。福利厚生はしっかりとしており施設内にプールや食堂、さらには寮もある。王女シリーズはゲッコーの指示により同じ高校へ通学している。
ボスラー大総統（ボスラーだいそうとう）
声 - 杉田智和
首領。世界征服を目論む。打倒ジェラート5を掲げている一方、不動が盲腸で入院した時は「早期退院を願う」という文と共に花を送るなど律儀な部分を持つ。
魔島 忌々（まじま きき） / 魔獣王女（まじゅうおうじょ）
声 - 花澤香菜
ゲッコー王女シリーズ。上司は獅子怪人。デス美をライバル視している。野性的な出で立ちで言葉も荒々しいが、性格は真面目で常識人。凶子の初恋の際は口では文句ばかりだったが、なんだかんだ応援するなどお人好しなところがある。一方で凶子やデス美と比べて貧乳を気にしている。デス美と同じ学校に通学しており、風紀委員長を務めている。ナンパされて以降、隼人にトラウマを抱えてしまい、見かけただけで顔を青ざめるようになった。
黒百合 凶子（くろゆり きょうこ） / 鋼鉄王女（こうてつおうじょ）
声 - 金元寿子
ゲッコー王女シリーズ。上司は蛇怪人。物事に動じず、競争心も感じられない。忌々と仲が良い。メガネを着用。カルバリンベアに恋心を抱くもなかなか踏み出せずにいた。デス美や忌々の力もあり告白して付き合うようになる。普段は鎧をまとっているため分かりづらいが、デス美に引けを取らない巨乳の持ち主。忌々やデス美と同じ学校に通い、生徒会長を務めている。
乱乱（らんらん） / 断罪王女（だんざいおうじょ）
声 - 桃月なしこ
ゲッコー王女シリーズ。上司は兎怪人。他人との馴れ合いはせず、不思議な雰囲気を纏っている。男性用チャイナ服を着用。デス美が王女シリーズを交えたパジャマパーティに誘ったことで、少しずつ心を開いていく。変装を得意としている。
宝条 闇奈（ほうじょう あんな）/ 灼熱王女（しゃくねつおうじょ）
声 - 佐倉綾音
デス美の同級生でギャル。一人称は「ウチ」。ピアスやネイル、スカートの丈を短くするなどハデな見た目のため、風紀委員長の忌々から目を付けられるほど校則違反が多い。その近寄りがたい雰囲気より、周りからは敬遠されがち。初めて声をかけてくれたことがきっかけで、デス美に絡むようになり「デスっち」と呼び方も変わる。不動とデス美が歩いているところを盗撮し、それをネタに不動を強請ろうとしたが、その理由は不動に友人のデス美を取られると思ったからである。不動からはデス美の魅力に気づいたことで仲良くなり、和解してからは「不動っち」と呼ぶようになる。正体はゲッコー王女シリーズ。上司は鷲怪人。灼熱王女の姿では顔を隠し一言も声を発することがないため、デス美たちは宝条だとは知らない。デス美に引けを取らぬほど運動神経抜群。
三途川 鬼羅（さんずがわ きら） / 鮮血王女（せんけつおうじょ）
声 - 沢城みゆき
デス美の高校に勤務する色艶な保健医。正体はゲッコー王女シリーズ。上司は狼怪人。陰でボスラー大総統に好意を抱いており、ボスラーくん人形でデス美に買収されてしまうこともある。超絶母性体質のため弱ってる人間に目がなく、油断をすると誰もが赤子化させられてしまう。
カルバリンベア / 熊怪人
声 - 安元洋貴
幹部。デス美直属の上司。性別は男性。性格は粗暴で大雑把、デス美に振り回される苦労熊。背中に背負う二台のバズーカを武器にしている。戦闘グループの違う凶子と交際関係になってからは合わせ技を繰り出すようになり、ジェラート5を苦しめる。カタパルトスネークに凶子をバカにされると、目の色を変えて激怒する。
カタパルトスネーク / 蛇怪人
声 - 金子彩花
幹部。凶子直属の上司。性別は女性。見た目と比べ話し方がチャラい。
マッチロックイーグル / 鷲怪人
声 - 緑川光
幹部。灼熱王女直属の上司。性別は男性。
ドローンラビット / 兎怪人
声 - 市ノ瀬加那
幹部。断罪王女直属の上司。性別は女性。怪人の中では見た目が可愛い。
究極怪人（アルティメットファントム）
声 - 田村ゆかり
人々から負のエネルギーを回収し作られた究極の怪人。大きな赤ん坊の姿をしている。まだ知能も未発達のままだが、王女シリーズと幹部怪人の総攻撃も全く効かず手が付けられない状況となる。また食べたものを吸収し自分の能力に替えることができる。カルバリンベアが飲み込まれた際、背中にバズーカ砲が生まれ、その威力はゲッコー基地を半壊滅状態へと陥れた。最終的にはレッドとデス美による共同作業で倒すことができた。倒したあとは普通サイズの赤ん坊に戻りゲッコーに回収された。

### その他
禍原 ウラ美（まがはら ウラみ）
声 - 橋本ちなみ
デス美の妹で中学生。大好きな姉に憧れ、中学卒業後はゲッコー入社を目標にしている。デス美と同じく戦闘能力が高く、重度なシスコンで姉のことになると見境なく攻撃へ走るが、デス美に注意されるとイジけて引きこもる。普段から口数が少なく、ぼそぼそした口調で話すことから小学生の頃は「根暗女」などと揶揄され、今もトラウマになっている。
デス美が不動と恋仲であることを嫌っており、ゲッコー入社後は真っ先に不動を倒そうと考えている。
ヘル子（ヘルこ）
声 - M・A・O
デス美の飼い猫で癒し。主人思いであり、不動がデス美を泣かせたら容赦しないと考えている。
不動の母
声 - 三宅麻理恵
大らかでやや強引な性格。デス美とは無理にママさんバレー部に誘ったことで打ち解け、二人の仲を守っている。不動が幼い頃から今に至るまで、外見が全く変わっていない。
デス美の父
声 - 浜田賢二
元ゲッコー戦闘員。ゲッコーへの忠誠心が高く、また戦闘員として「敗北の美学」を貫いている。デス美の大学進学を強く懇願した不動を骨のある男だと買っているが、不動の正体に気づいていないため、ジェラート5には敵意を剥き出しにする。
デス美の母
声 - 岩橋由佳
明るい性格。デス美たちやその妹（声 - 金子彩花）など合わせて6人の子どもを育てている。
橋本杏奈（はしもと あんな）
声 - 上坂すみれ
今をときめく人気タレント。レッド推し。レッドとのCM共演を究極怪人に邪魔される。
ナレーション
声 - 立木文彦
テレビアニメのナレーション担当。「説明しよう！」でおなじみ。

## 書誌情報
- 野田宏（原作）、若松卓宏（著）『恋は世界征服のあとで』講談社〈KCデラックス〉、全6巻
  1. 2020年4月10日発売[3]、ISBN 978-4-06-518676-3
  2. 2020年11月17日発売[12]、ISBN 978-4-06-521424-4
  3. 2021年4月8日発売[13]、ISBN 978-4-06-522850-0
  4. 2022年1月17日発売[14]、ISBN 978-4-06-526224-5
  5. 2022年4月15日発売[15]、ISBN 978-4-06-527157-5
  6. 2022年12月15日発売[16]、ISBN 978-4-06-530052-7

## テレビアニメ
2022年4月から6月までAT-Xほかにて放送された。ナレーションは立木文彦。野田の作品としては、初めて映像化される作品となる。

### スタッフ
- 原作 - 野田宏、若松卓宏[6]
- 監督 - いわたかずや[6]
- シリーズ構成・シナリオ - 杉澤悟[6]
- キャラクターデザイン - 小林明美[6]
- プロップデザイン - 倉橋N濘
- 美術監督・美術設定 - 宮本実生
- 色彩設計 - 吉里修耶
- CGラインディレクター - 齋藤威史
- 撮影監督 - 原田翔太
- 編集 - 渡邉千波
- 音響監督 - 本山哲[6]
- 音楽 - 宝野聡史、葛西竜之介[6]
- 音楽制作 - ポニーキャニオン、アップドリーム[6]
- 音楽プロデューサー - 野島鉄平、山田公平
- プロデュース - ドリームシフト、ハピネットファントム・スタジオ
- チーフプロデューサー - 川村仁、轟豊太
- プロデューサー - 前田健太、西啓、松井優子、飯塚彩、野島鉄平、福井詔雄、鈴木勇人、佐々木秀太、内山祐紀、小澤文啓、下梶谷敦、山田公平
- チーフアニメーションプロデューサー - 糀谷智司
- アニメーションプロデューサー - 村崎孝行
- アニメーション制作 - project No.9[6]
- 製作 - 恋せか製作委員会

### 主題歌
「恋はエクスプロージョン（feat.田村ゆかり）」
オーイシマサヨシによるオープニングテーマ。作詞・作曲・編曲はオーイシが大石昌良名義で行う。第6話では、カルバリンベア（安元洋貴）をフィーチャリングした特別バージョンがオンエアされた。
「恋は世界定理と共に」
DIALOGUE+によるエンディングテーマ。作詞は田淵智也、作曲は竹内サティフォ、編曲は中山真斗。

### 各話リスト
| 話数   | サブタイトル                                 | 絵コンテ                         | 演出                | 作画監督                                                                           | 総作画監督                                   | 初放送日      |
| ------ | -------------------------------------------- | -------------------------------- | ------------------- | ---------------------------------------------------------------------------------- | -------------------------------------------- | ------------- |
| 第1話  | 君のことが好きだ！                           | いわたかずや                     | のがみかずお        | 吉田千尋 香川松吉 佐藤麻里那 清丸悟 渡辺奏                                         | 小林明美                                     | 2022年 4月8日 |
| 第2話  | デートの真理                                 | 木下ゆうき                       | 木下ゆうき 曽我恵   | 吉田千尋 木下ゆうき 櫻井拓郎 シード 李少雷                                         | 小林明美 吉田千尋 香川松吉                   | 4月15日       |
| 第3話  | あこがれの遊園地                             | 齋藤徳明                         | 羽多野浩平          | 髙瀬さやか 大野勉 浜津武広 松本勝次                                                | 小林明美 佐藤麻里那 清丸悟 香川松吉          | 4月22日       |
| 第4話  | その理由を聞かせてくれないか？               | 高木啓明                         | 高木啓明            | 渡邉奏 奥野浩行 重国浩子 竹澤清貴 松本勝次 櫻井拓郎 森出剛 悲田院みお 大木賢一 CJT | 小林明美 佐藤麻里那 清丸悟 吉田千尋          | 4月29日       |
| 第5話  | ありのままのきみで                           | 飯田崇                           | かまどん            | 日影工房                                                                           | 小林明美 香川松吉 清丸悟                     | 5月6日        |
| 第6話  | せっかくのビーチなんだし                     | 藤澤俊幸 木下ゆうき              | のがみかずお        | CJT 大木賢一 松本勝次 森出剛                                                       | 小林明美 香川松吉 清丸悟                     | 5月13日       |
| 第7話  | 禍原デス美はオレが生み出したモンスターなんだ | 木下ゆうき 若林漢二              | 若林漢二            | 浜津武広 大木賢一 塚本歩 大野勉 若林漢二                                           | 佐藤麻里那 吉田千尋                          | 5月20日       |
| 第8話  | 誰だって秘密のひとつやふたつあるさ           | ソガメグミ 羽多野浩平            | 矢野孝典            | 吉田千尋 ワン・オーダー Revaival CJT                                               | 小林明美 清丸悟 香川松吉                     | 5月27日       |
| 第9話  | お姉ちゃんは変わってしまった                 | 飯田崇                           | かまどん            | ひのたかふみ 吉田千尋 古川博之 森出剛 日影工房 Revival ワン・オーダー CJT          | 小林明美 佐藤麻里那                          | 6月3日        |
| 第10話 | 黒帝の月の上で                               | 若林漢二 ソガメグミ いわたかずや | 田中健太郎 島田夢加 | 塚本歩 大野勉 大木賢一 川森昇 清水勝祐 宮暁秀 吉田千尋 森出剛                      | 佐藤麻里那 宮暁秀 吉田千尋                   | 6月10日       |
| 第11話 | 仲良くなって何か意味ある？                   | 福島利規                         | のがみかずお        | 相阪ナオキ 松本勝次 CJT Revaival ワン・オーダー                                    | 小林明美 清丸悟 吉田千尋 香川松吉 佐藤麻里那 | 6月17日       |
| 第12話 | 永遠のライバル                               | 羽多野浩平 板井寛樹              | 若林漢二            | 波風立志 内野明雄 木下ゆうき 吉田千尋 清澤唯人 池田孝輝 小柳亜美 鈴木佐都 中村香穂 | 小林明美 清丸悟 佐藤麻里那 香川松吉          | 6月24日       |

### 放送局
| 放送期間               | 放送時間                     | 放送局     | 対象地域 | 備考                                            |
| ---------------------- | ---------------------------- | ---------- | -------- | ----------------------------------------------- |
| 2022年4月8日 - 6月24日 | 金曜 21:30 - 22:00           | AT-X       | 日本全域 | 製作参加 / CS放送 / 字幕放送 / リピート放送あり |
|                        | 金曜 22:30 - 23:00           | TOKYO MX   | 東京都   |                                                 |
|                        | 金曜 23:00 - 23:30           | BS朝日     | 日本全域 | 製作参加 / BS/BS4K放送 / 『アニメA』枠          |
| 2022年4月9日 - 6月25日 | 土曜 2:05 - 2:35（金曜深夜） | テレビ愛知 | 愛知県   | 製作参加                                        |

インターネットではFODにて地上波最速放送と同時に配信。TVerでも1週間限定で無料見逃し配信。

### BD
| 巻 | 発売日        | 収録話         | 規格品番   |
| -- | ------------- | -------------- | ---------- |
| 上 | 2022年7月13日 | 第1話 - 第6話  | BSZD-08270 |
| 下 | 2022年8月3日  | 第7話 - 第12話 | BSZD-08271 |